# 東京大學綜合圖書館

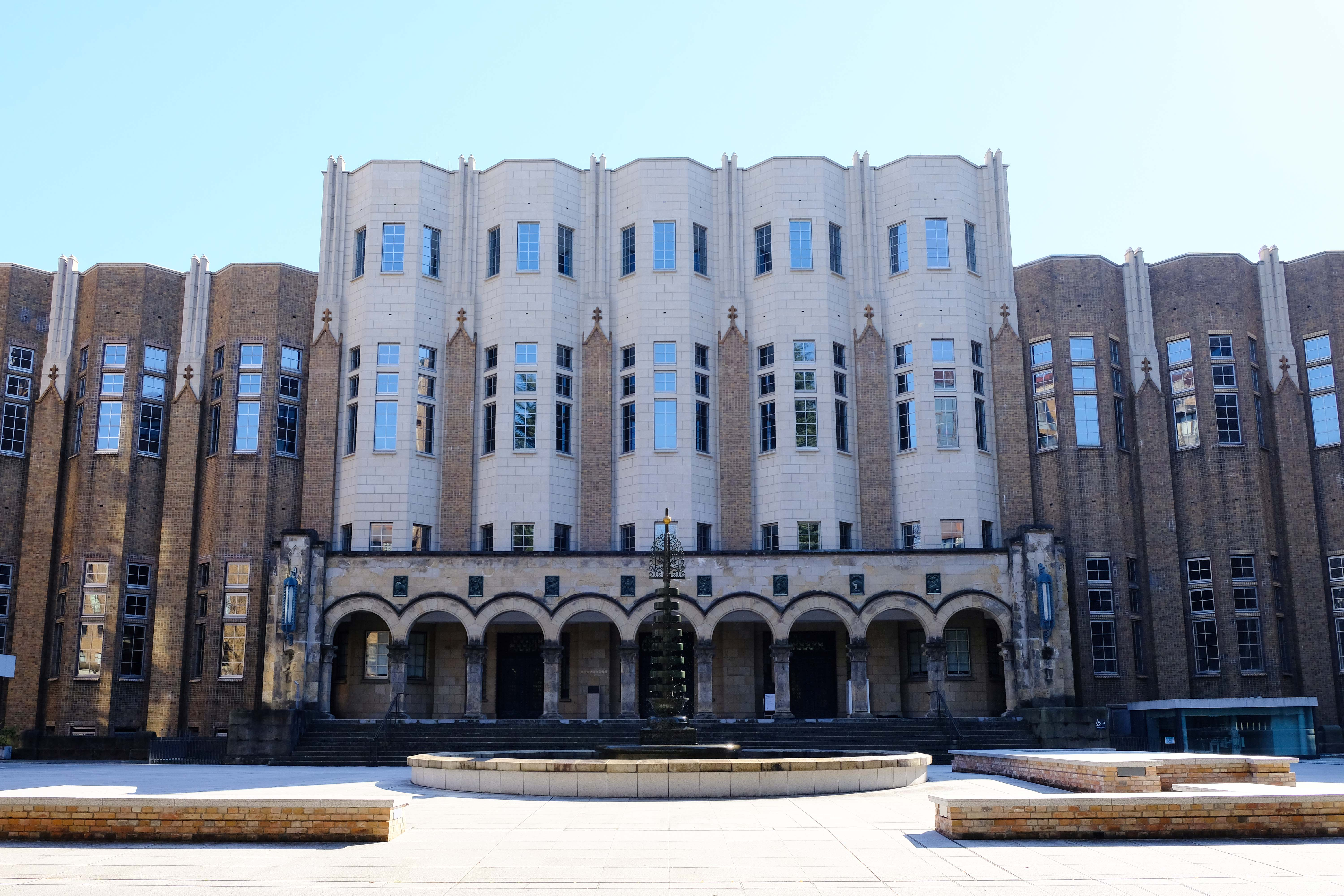

東京大學綜合圖書館（日语：／ Tōkyō Daigaku Sōgō toshokan */?）是日本國立大學法人東京大學附屬的大學圖書館之一。這座圖書館是東京大學規模最大的附屬圖書館，由本館和別館構成。本館的建築竣工於1928年。藏書量超過130萬冊。

## 外部連結
- 東京大学総合図書館 （页面存档备份，存于）
- 東京大學綜合圖書館的X（前Twitter）
- 東京大学百年史 部局史四